# Eugène Courret
Eugène Courret, né le 22 septembre 1839 à Angoulême et mort le 23 juin 1920 à Bois-Colombes, est un photographe français actif à Lima au Pérou dans les années 1870.

## Biographie
Michel Eugène Courret, né le 22 septembre 1839 à Angoulême, retrouve son frère Achille à Lima au début des années 1860. Leur père François Courret avait émigré d'abord au Chili avant de s'installer au Pérou et de s'intégrer à la communauté française jusqu'à sa mort. Achille le fils aîné a pris la suite des affaires paternelles dans le commerce. Michel Courret le rejoint et travaille d'abord auprès du photographe Eugène Maunoury. Les photographes sont nombreux et se livrent à une guerre commerciale jusqu'à ce qu'un accord sur les prix des tirages soit conclu. Maunoury doit quitter le Pérou pour le Chili puis la France. Michel Eugène Courret reprend le studio qui accueille de nombreuses personnalités politiques, militaires, culturelles aussi bien que des anonymes. 
Il se marie à Lima le 13 février 1872 avec Émilie Élisabeth Bassère. 
Il meurt le 23 juin 1920 à Bois-Colombes.
30 000 plaques de la collection Courret ont été déclarées patrimoine culturel national en juillet 2021. Plus de 54 000 plaques sont conservées.

## Archives
Un fonds d'archives est conservé à la Bibliothèque nationale du Pérou.